# Mancomunidad Turística del Maestrazgo
La Mancomunidad Turística del Maestrazgo regroupe 13 communes espagnoles.
- Albocácer/Albocàsser
- Alcañiz
- Alcorisa
- Aliaga
- Ares del Maestre
- Beceite
- Benasal
- Bordón
- Alcorisa
- Calaceite
- Cantavieja
- Cañada de Benatanduz
- Castel de Cabra
- Castellfort
- Castellote
- Catí
- Beceite
- Cinctorres
- Cretas
- La Cuba
- Ejulve
- Forcall
- Fortanete
- La Fresneda
- Fuentespalda
- Gargallo
- Herbés
- La Iglesuela del Cid
- La Mata
- Mirambel
- Molinos
- Monroyo
- Morella
- Mosqueruela
- Olocau del Rey
- Peñarroya de Tastavins
- Pitarque
- Herbés
- La Pobla de Benifassà
- Portell de Morella
- La Portellada
- Puertomingalvo
- Ráfales
- San Mateo
- Todolella
- Tronchón
- Valderrobres
- Vallibona
- Villafranca del Cid
- Villarluengo
- Villores
- Vistabella del Maestrazgo
- Zorita del Maestrazgo

Ses compétences concernent le tourisme dans le Maestrazgo.